# Ben Hall
Benjamin Michael Charles Hall, más conocido como Ben Hall, es un actor australiano conocido por haber interpretado a Ned Willis en la serie Neighbours.

## Biografía
Es hijo de Stuart y Angela Hall.
En el 2012 Ben se entrenó en el Western Australian Academy of Performing Arts "WAAPA".
Ben sale desde hace más de cinco años con Pure Bell.

## Carrera
En el 2014 se unió al elenco de la miniserie Devil's Playground donde dio vida a Finton Kelly.
Ese mismo año también apreció en la miniserie ANZAC Girls donde interpretó al soldado Hal Cooper.
El 6 de abril de 2016 se unió al elenco de la serie australiana Neighbours donde interpretó a Ned Willis, el hijo mayor de Brad Willis y de Beth Brennan hasta el 17 de febrero de 2017 después de que su personaje decidiera mudarse a Gold Coast después de recibir una oferta de trabajo como tatuador.

## Filmografía[7]

### Series de televisión
| Año             | Título             | Personaje       | Notas                   |
| --------------- | ------------------ | --------------- | ----------------------- |
| 2016 - presente | Neighbours         | Ned Willis      | 984 episodios           |
| 2014            | Devil's Playground | Finton Kelly    | 6 episodios - miniserie |
| 2014            | ANZAC Girls        | Pvt. Hal Cooper | 2 episodios - miniserie |

### Películas
| Año  | Título          | Personaje  | Notas |
| ---- | --------------- | ---------- | --- |
| 2016 | Naked Strangers | -          | junto a Takaya Honda, Alexander Morgan y Emele Ugavule                                                               |
| 2016 | Brock           | Phil Brock | junto a Steve Bisley, Ryan Johnson, Axle Whitehead, Ella Scott Lynch, Brendan Cowell, Matthew Le Nevez y Henry Nixon |

### Teatro
| Año  | Obra           | Personaje | Teatro        | Notas                                                         |
| ---- | -------------- | --------- | ------------- | ------------------------------------------------------------- |
| 2014 | Les Miserables | -         | Crown Theatre | junto a Daniel Belle, Matt Heyward, Luke Joslin, Rob Mallettn |